# الحليليبة (أولاد ساعد)
الحليليبة هو دُوَّار يقع بجماعة اتوابت، إقليم آسفي، جهة مراكش آسفي في المملكة المغربية. ينتمي الدوّار لمشيخة أولاد ساعد التي تضم 10 دواوير. يقدر عدد سكانه بـ 779 نسمة حسب الإحصاء الرسمي للسكان والسكنى لسنة 2004.

## روابط خارجية
- البوابة الوطنية للجماعات الترابية
- المندوبية السامية للتخطيط